# Schlachtgeschwader 10
La Schlachtgeschwader 10 (SG 10) (10e escadron d'attaque au sol) est une unité d'attaque au sol de la Luftwaffe pendant la Seconde Guerre mondiale.

## Opérations
Le SG 10 a mis en œuvre principalement des avions Focke-Wulf Fw 190F/G.

## Organisation

### Stab. Gruppe
Le Stab./SG 10 est formé le 18 octobre 1943 à Berditschew à partir du Stab/SKG 10.
Geschwaderkommodore (Commandant de l'escadron) :
| Début           | Fin             | Grade          | Nom                    |
| --------------- | --------------- | -------------- | ---------------------- |
| 18 octobre 1943 | 8 novembre 1943 | Major          | Heinz Schumann         |
| Décembre 1943   | Juillet 1944    | Oberstleutnant | Helmut Viedebantt (en) |
| 20 juillet 1944 | Janvier 1945    | Oberstleutnant | Ewald Janssen          |
| 30 janvier 1945 | 8 mai 1945      | Oberstleutnant | Georg Jakob (en)       |

### I. Gruppe
Formé le 18 octobre 1943 à Berditschew à partir du I./Sch.G. 2 avec :
- Stab I./SG 10 à partir du IStab I./Sch.G.2
- 1./SG 10 à partir du I1./Sch.G.2
- 2./SG 10 à partir du I2./Sch.G.2
- 3./SG 10 à partir du I3./Sch.G.2

En octobre 1944, le 1./SG 10 est converti sur Fw 190 Panzerschreck.
Gruppenkommandeure (Commandant de groupe) :
| Début             | Fin        | Grade | Nom        |
| ----------------- | ---------- | ----- | ---------- |
| 1er décembre 1943 | 8 mai 1945 | Major | Egon Thiem |

### II. Gruppe
Formé le 18 octobre 1943 à Berditschew à partir du IV./SKG 10 avec :
- Stab II./SG 10 à partir du Stab IV./SKG 10
- 4./SG 10 à partir du 10./SKG 10
- 5./SG 10 à partir du 11./SKG 10
- 6./SG 10 à partir du 12./SKG 10

Gruppenkommandeure :
| Début            | Fin              | Grade          | Nom                    |
| ---------------- | ---------------- | -------------- | ---------------------- |
| 18 octobre 1943  | 16 décembre 1943 | Oberstleutnant | Helmut Viedebantt (en) |
| 16 décembre 1943 | 8 mai 1945       | Major          | Götz Baumann           |

### III. Gruppe
Formé le 18 octobre 1943 à Berditschew à partir du III././St.G. 77 avec :
- Stab III./SG 10 à partir du Stab I./St.G.77
- 7./SG 10 nouvellement créé
- 8./SG 10 à partir du 5./St.G.77
- 9./SG 10 à partir du 6./St.G.77

En mai 1944, le 7./SG 10 est dissous et est reformé à partir du 4./SG 152.
Gruppenkommandeure :
| Début           | Fin            | Grade | Nom                                                     |
| --------------- | -------------- | ----- | ------------------------------------------------------- |
| 18 octobre 1943 | 2 juillet 1944 | Major | Helmut Leicht (en) (Disparu en mission le 26 juin 1944) |
| 2 juillet 1944  | 8 mai 1945     | Major | Horst Steinhardt                                        |